# 山県武光

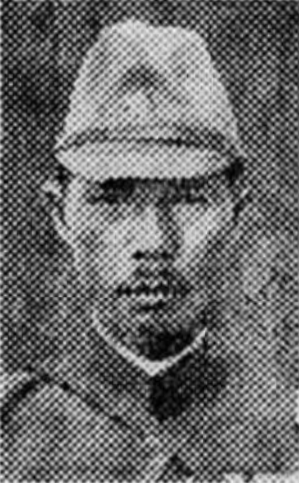
山県武光

山県 武光（山縣 武光、やまがた たけみつ、1893年（明治26年）10月20日 - 1939年（昭和14年）8月29日）は、日本の陸軍軍人。最終階級は陸軍少将。

## 経歴
福岡県出身、1914年（大正3年）12月、陸軍士官学校（第26期）を卒業。歩兵第64連隊付となる。1926年（大正15年）12月、陸軍大学校（第38期）を卒業した。1938年（昭和13年）7月15日、再編成された第二次歩兵第64連隊連隊長・陸軍歩兵大佐に任命された。第23師団隷下となり、ホロンバイル地区の警備に当たる。1939年（昭和14年）5月13日、ノモンハン事件が勃発した。
第一次ノモンハン事件に参加（5月19日 - 5月31日）、第二次ノモンハン事件に参加（6月20日 - 8月29日）、バルシャガル高地から撤退中にソ連軍に包囲され脱出が困難となったため、連隊長はホルステン川に架橋された新工兵橋北方の壕内で軍旗を奉焼（全滅の意味）させ、次いで自決した。戦死扱いで少将に進級した。